# Dimastosternum holdhausi
Dimastosternum holdhausi är en mångfotingart som beskrevs av Carl Graf Attems 1927. Dimastosternum holdhausi ingår i släktet Dimastosternum och familjen Attemsiidae. Inga underarter finns listade i Catalogue of Life.